# ミゲル・テンディーリョ
ミゲル・テンディーリョ・ベレンゲル（Miguel Tendillo Berenguer、1961年2月1日 - ）は、スペイン・バレンシア県ムンカーダ出身の元同国代表サッカー選手。現役時代のポジションはDF。

## 経歴
バレンシアCFの下部組織で育ち、18歳でトップチームデビューすると、初年度でリーグ29試合に出場した。バレンシアには1986年まで所属し、300近くの公式戦に出場した。1986-87シーズンにレアル・ムルシアへ移籍したが、ムルシアでは1シーズンしかプレーしなかった。1987年に、怪我で長期離脱を余儀なくされていたアントニオ・マセーダの穴を埋めるためDFを欲していたレアル・マドリードがテンディーリョを獲得。リーグ3連覇を始め多くのタイトル獲得に貢献した。1992年にレアル・ブルゴスCFへ移籍したが、そのシーズンは20位となり、セグンダ・ディビシオンに降格してしまった。翌年、32歳で現役を引退した。
スペイン代表としては27キャップを記録し、UEFA欧州選手権1980、1982 FIFAワールドカップに出場した。1982年4月28日に行われたスイス代表との親善試合で、代表唯一の得点を挙げた。

## 個人成績

### 代表
出場大会
- スペイン代表

1980年 - UEFA欧州選手権1980 （グループリーグ敗退）
1982年 - 1982 FIFAワールドカップ (グループリーグ敗退)
試合数
- 国際Aマッチ 27試合 1得点（1980年 - 1988年）

| スペイン代表 | 国際Aマッチ | 国際Aマッチ |
| 年           | 出場        | 得点        |
| ------------ | ----------- | ----------- |
| 1980         | 5           | 0           |
| 1981         | 12          | 0           |
| 1982         | 8           | 1           |
| 1983         | 0           | 0           |
| 1984         | 0           | 0           |
| 1985         | 0           | 0           |
| 1986         | 0           | 0           |
| 1987         | 0           | 0           |
| 1988         | 2           | 0           |
| 通算         | 27          | 1           |

## タイトル

### クラブ
バレンシアCF
- コパ・デル・レイ : 1回 (1978-79)
- UEFAカップウィナーズカップ : 1回 (1979-80)
- UEFAヨーロピアンカップ : 1回 (1980-81)

レアル・マドリード
- ラ・リーガ : 3回 (1987-88, 1988-89, 1989-90)
- コパ・デル・レイ : 1回 (1988-89)
- スーペルコパ・デ・エスパーニャ : 3回 (1988-89, 1989-90, 1990-91)

### 個人
- ドン・バロン・アワード ラ・リーガスペイン人MVP : 1回 (1982)